# J-7 (торговая марка)
J-7 — российская торговая марка фруктовых и томатного соков.
Создана компанией «Вимм-Билль-Данн» в 1994 году, именно под этой маркой выпущены первые российские пакетированные соки. 
В 2001 году марка была спонсором первого сезона реалити-шоу «Последний герой» на телеканале «ОРТ» (ныне — «Первый канал»).
Перешла к корпорации PepsiCo после поглощения «Вимм-Билль-Данна» в 2011 году.

## Ассортимент
Основные:
- Абрикосовый нектар
- Яблочный сок
- Апельсиновый сок
- Грейпфрутовый сок
- Гранатовый сок
- Томатный сок
- Персиковый нектар
- Виноградный сок
- Вишнёвый сок
- Мультифрукт
- Ананасовый сок

Юбилейные версии 2014 года:
- Манго и апельсин
- Лайм, арбуз и лимон
- Лайм, личи, манго, гуава
- Апельсин, манго и маракуйя
- Красный апельсин

Другие:
- Имбирь и малина (в бутылке)
- J-7 Тонус (до 2016 года — «Тонус»)

Ранее выпускавшиеся:
- J-7 Activ
- J-7 Bio
- J-7 Light
- J-7 Delice
- J-7 Exotic
- J-7 Idea
- J-7 Imuno
- J-7 Иммуно
- J-7 Frutz[4]

## Слоганы
- «Только лучшее!» (1990-е, 2000-е)[5]
- «Ещё сочнее!» (с 1999 по 2001 год)[5]
- «Мир желаний, мир возможностей» (с 2002 по 2003 год)[6]
- «Живи! Играй!» (в 2005 году)[7]
- «А вы сегодня ощутили вкус J-7?» / «А вы сегодня ощутили пользу витаминов J-7?» (с 2007 по 2010 год)[8][9][10][11]
- «Счастье видно сразу!» (с 2011 по 2013 год)[12]
- «Подъём, настроение!» (в 2017 году)[13]